# Perfect Life
„Perfect Life” pesma je nemačke pevačice Izabele Luen (Levine). Predstavljaće Nemačku na izboru za Pesmu Evrovizije 2017. u Kijevu (Ukrajina). Dana 9. februara 2017. Sony Music Entertainment Germany objavio je pesmu.

## Pesma Evrovizije 2017.
2016, objavljeno je da se Levina našla na listi od 33 izvođaća koji će se takmičiti za predstavnika Nemačke na Pesmi Evrovizije 2017. U januaru 2017, našla se u top 5 finalista. Pobedila je prema glasovima televotinga. Tokom prenosa uživo, pevačica je izvela 2 pesme Wildfire i Perfect Life, od kojih je publika trebalo da izglasa onu sa kojom će se Izabela predstaviti u Kijevu. Odlučeno je da će to biti pesma  Perfect Life.

## Spisak pesama
| №  | Naziv          | Trajanje |  |
| 1. |                | 3:10     |  |
| 2. |                | 3:01     |  |
| 3. | (instrumental) | 3:10     |  |
| 4. | (instrumental) | 3:01     |  |

## Lestvice
| Lestvica (2017)             | Pozicija |
| --------------------------- | -------- |
| Nemačka (zvanična lestvica) | 28       |

## Istorija objave
| Regija      | Datum            | Format                | Izdavačka kuća |
| ----------- | ---------------- | --------------------- | -------------- |
| Širom sveta | 13. januar 2017. | Digitalno preuzimanje |                |

## Spoljašnje veze
- Zvanični video-zapis pesme na Jutjubu